# قصعين تركماني
قصعين تركماني (الاسم العلمي: Salvia turcomanica) هو نوع نباتي يتبع جنس القصعين من فصيلة الشفوية.